# Las Crucitas, San Luis Potosí
Las Crucitas är en ort i Mexiko.   Den ligger i kommunen Xilitla och delstaten San Luis Potosí, i den centrala delen av landet, 220 km norr om huvudstaden Mexico City. Las Crucitas ligger 656 meter över havet och antalet invånare är 293.
Terrängen runt Las Crucitas är kuperad åt nordost, men åt sydväst är den bergig. Terrängen runt Las Crucitas sluttar österut. Runt Las Crucitas är det ganska tätbefolkat, med 90 invånare per kvadratkilometer. Närmaste större samhälle är Villa Terrazas, 9,7 km öster om Las Crucitas. I omgivningarna runt Las Crucitas växer i huvudsak städsegrön lövskog.